# Молода людина з хорошої сім'ї
Молода людина з хорошої сім'ї — радянський художній трисерійний телефільм 1989 року, знятий на Свердловській кіностудії.

## Сюжет
Валера Сапогін повертається додому після служби в армії. Багато життєвих уроків переживає молода людина, перш ніж знаходить своє місце в житті.

## У ролях
- Вадим Зайцев — Валера Сапогін
- Юрій Назаров — Олександр Сапогін, батько Валери
- Тамара Сьоміна — Світлана Сапогіна, мати Валери
- Микола Рибников — Гордій
- Марина Зудіна — Аріна Міхєєва
- Іван Агафонов — Микола Савелійович Міхєєв, батько Аріни, головний інженер заводу, який невдовзі став директором
- Геннадій Юхтін — Митрофанов, старший бригадир
- Михайло Горєвой — Льончик
- Олександр Дмитрієв — Саня Рогальов
- Людмила Гурченко — мати Аріни
- Ірина Климова — Ія, дівчина, наділена надприродними здібностями
- Віктор Цепаєв — Василь Васильович Тарабанов, директор заводу, кращий друг Олександра Сапогіна
- Валентин Голубенко — Іващенко
- Віктор Григорюк — Титов, робітник
- В'ячеслав Сазонтов — Славік Коротков, робітник
- Сергій Пожогін — Микита
- Дмитро Бабкін — Лопушок
- Андрій Погодін — Андрій-аккуратист, строгий юнак з заводу, який все записує в блокнот
- Анатолій Голик — управлінець
- Сергій Тезов — Кирило, водій, член угрупування «Примусова доброта»
- Олексій Зубарєв — Діма Добровольський, наркоман, чоловік Аріни Міхеєвої
- Юрій Злиднєв — Вітя, молодий інвалід війни, член угрупування «Примусова доброта»
- Василь Рибін — Фелікс, інформатор угруповання «Примусова доброта»
- Георгій Бовикін — епізод
- Муза Крепкогорська — Антоніна Василівна, метрдотель
- В'ячеслав Мєлєхов — кочегар
- Віктор Поліщук — епізод
- Валерій Храмцов — Анатолій Васильович, тренер з плавання
- Анатолій Бєлий — епізод
- Микола Гусаров — незадоволений режисер
- Анастасія Гусарова — Катя, учениця Світлани Сапогіної
- Антоніна Щітка — епізод
- Валентина Попова — епізод
- Олександр Журавльов — епізод
- Руслан Ахмедянов — епізод
- Олексій Петров — епізод
- Володимир Севостьяніхін — епізод
- Євгенія Смольянинова — подруга Гордія
- Володимир Шамшурін — епізод
- Олена Хохлаткіна — епізод (3-тя серія)

## Знімальна група
- Режисер — Микола Гусаров
- Сценаристи — Вадим Михайлов, Альбіна Шульгіна
- Оператор — Борис Шапіро
- Композитор — Роберт Газізов
- Художник — Михайло Розенштейн